# Passage (Zandvoort)
De Passage in de Noord-Hollandse badplaats Zandvoort is een winkelpassage in het centrum van het dorp en gelegen vlak bij de Boulevard en het strand. De Passage is gelegen ten oosten van het Burgemeester van Fenemaplein, ten westen van de lager gelegen Burgemeester Engelbertstraat waar het met een bordes mee verbonden is, ten noorden van de Zeestraat en ten zuiden van de Noorderstraat.

## Geschiedenis

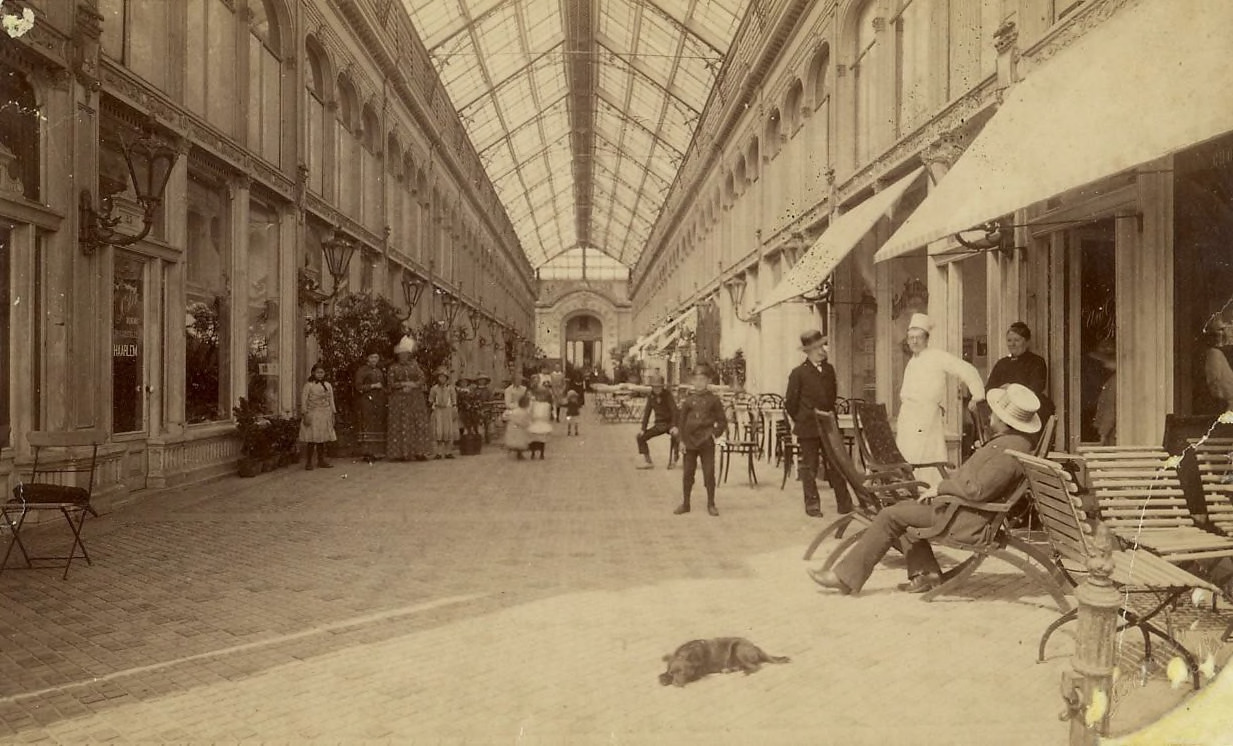
Passage in 1905

De huidige passage kent een illustere voorganger en in 1878 werd begonnen met de ambitieuze bouw. De architect van het gebouw was Jan Christiaan van Wijk en kreeg de opdracht luxueuze voorzieningen te ontwerpen waardoor Zandvoort lange tijd internationale elite trok. De Passage werd geopend in 1881 gelijktijdig met het toen nog laaggelegen eindstation van de  Spoorlijn Haarlem - Zandvoort. De Passage had een imposante structuur met in het midden een grote en lange hal met een hoog schuin glazen dak. Vanuit het station was de  Passage verbonden met een grote en brede trap versierd met gebeeldhouwde leeuwen. In de Passage bevonden zich ongeveer 20 winkels en horecagelegenheden en bood ook plaats aan voorstellingen en tentoonstellingen. De Passage was op zijn beurt ook weer met een grote en brede trap verbonden met het Kurhaus en eveneens versierd met gebeeldhouwde leeuwen.
In de winter werd de Passage gebruikt voor de opslag van badkoetsen. 
Vanaf 1884 tot 1907 was de Passage ook het beginpunt van de tramlijn Zandvoort, in 1884 de eerste elektrische tram met voeding buiten het voertuig van Nederland, maar in 1886-1889 en 1894-1907 als paardentram naar het Badhuis.
In 1907 werd het station verplaatst naar de huidige plaats hemelsbreed 300 meter zuidelijker en een kleine 100 meter ten westen van Station Zandvoort Dorp. Hierdoor lag de Passage niet meer in de doorgaande looproute en verloor hierdoor veel van haar betekenis en sloten er winkels omdat de bezoekersaantallen terugliepen. In de nacht van 3 op 4 maart 1925 werd de Passage door brand volledig verwoest. De Passage en het Kurhaus stonden ongeveer 300 meter ten noorden van de huidige Passage.

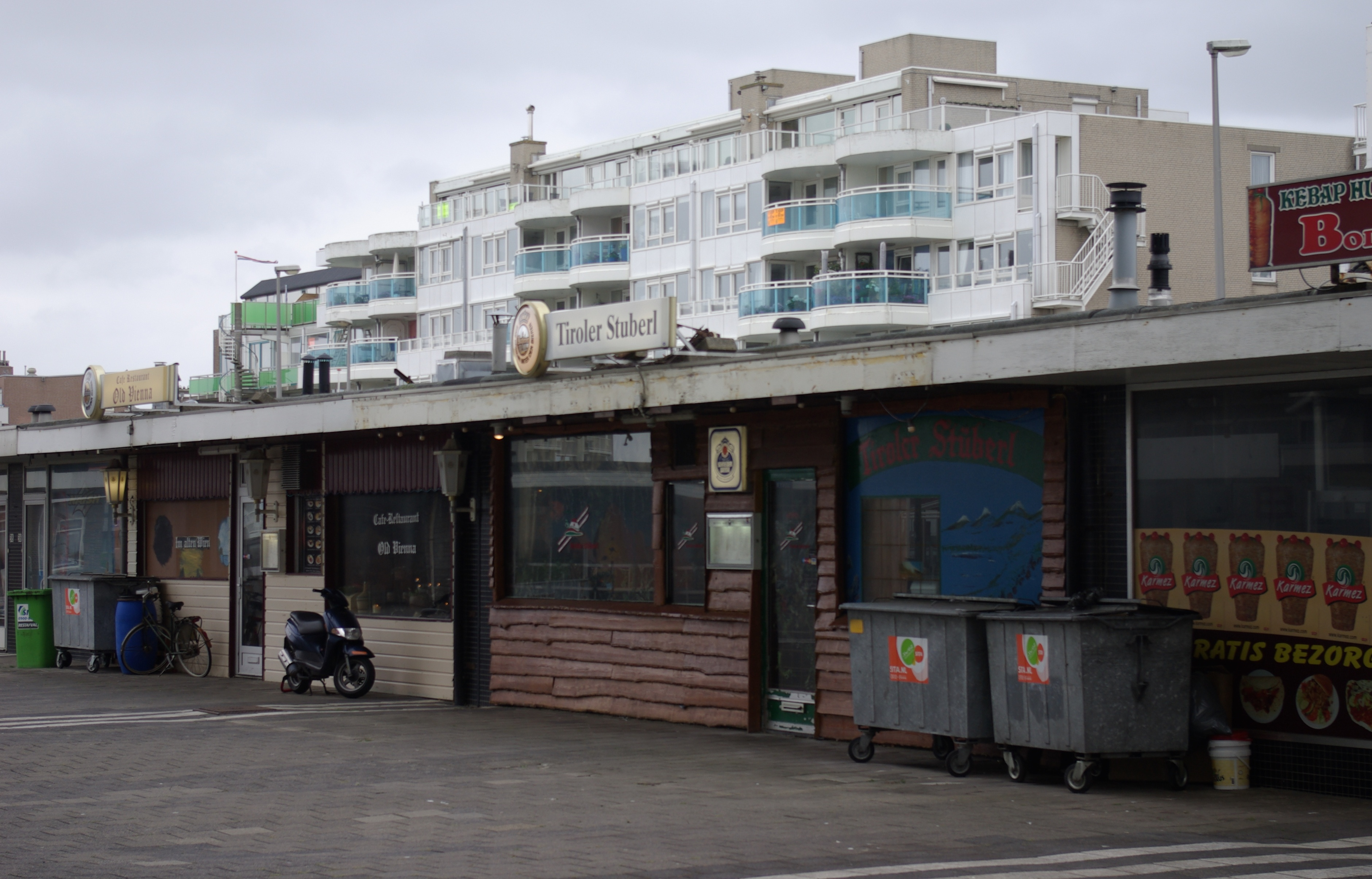
Passage in 2010

Dat het zolang moest duren voordat er een nieuwe Passage kwam had vooral te maken met de crisis en de Tweede Wereldoorlog toen in Zandvoort vanwege de aanleg van de Atlantikwall maar liefst 648 gebouwen werden gesloopt. Na de oorlog waren er eerst andere prioriteiten dan een nieuwe Passage maar in de jaren 1964-1965 gelijktijdig met het toen nieuwe Bouwes Hotel, het huidige Palace Hotel, werd de Passage opgeleverd. De nieuwe Passage met winkelpaviljoens met enkele horecagelegenheden lijkt echter in niets op zijn voorganger. Er bevinden zich ook een aantal flatgebouwen met als adres Passage. Van 1969 tot 1988 bevond zich naast het Bouwes Hotel het Dolfirama. De gemeente heeft al lange tijd plannen voor een nieuwe winkelpassage en wil concurreren met andere badplaatsen met net als voorheen luxueuze voorzieningen. Hiervoor zouden naast de oude Passage ook 170 flats moeten wijken en vervangen worden. In afwachting van de plannen ligt de huidige Passage er nogal verwaarloosd bij en heeft een beperkt en onsamenhangend winkelaanbod. Ook zijn inmiddels een aantal winkelpaviljoens verdwenen zonder dat er iets nieuws voor in de plaats kwam. 

## Fotogalerij

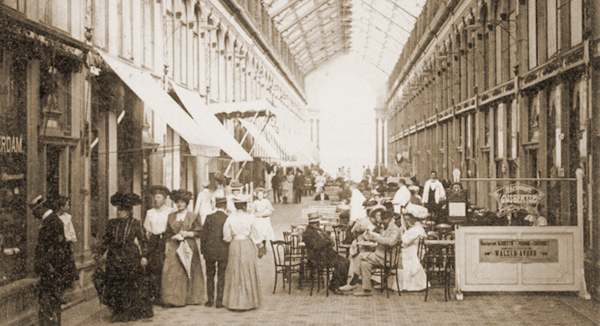
Passage in 1880
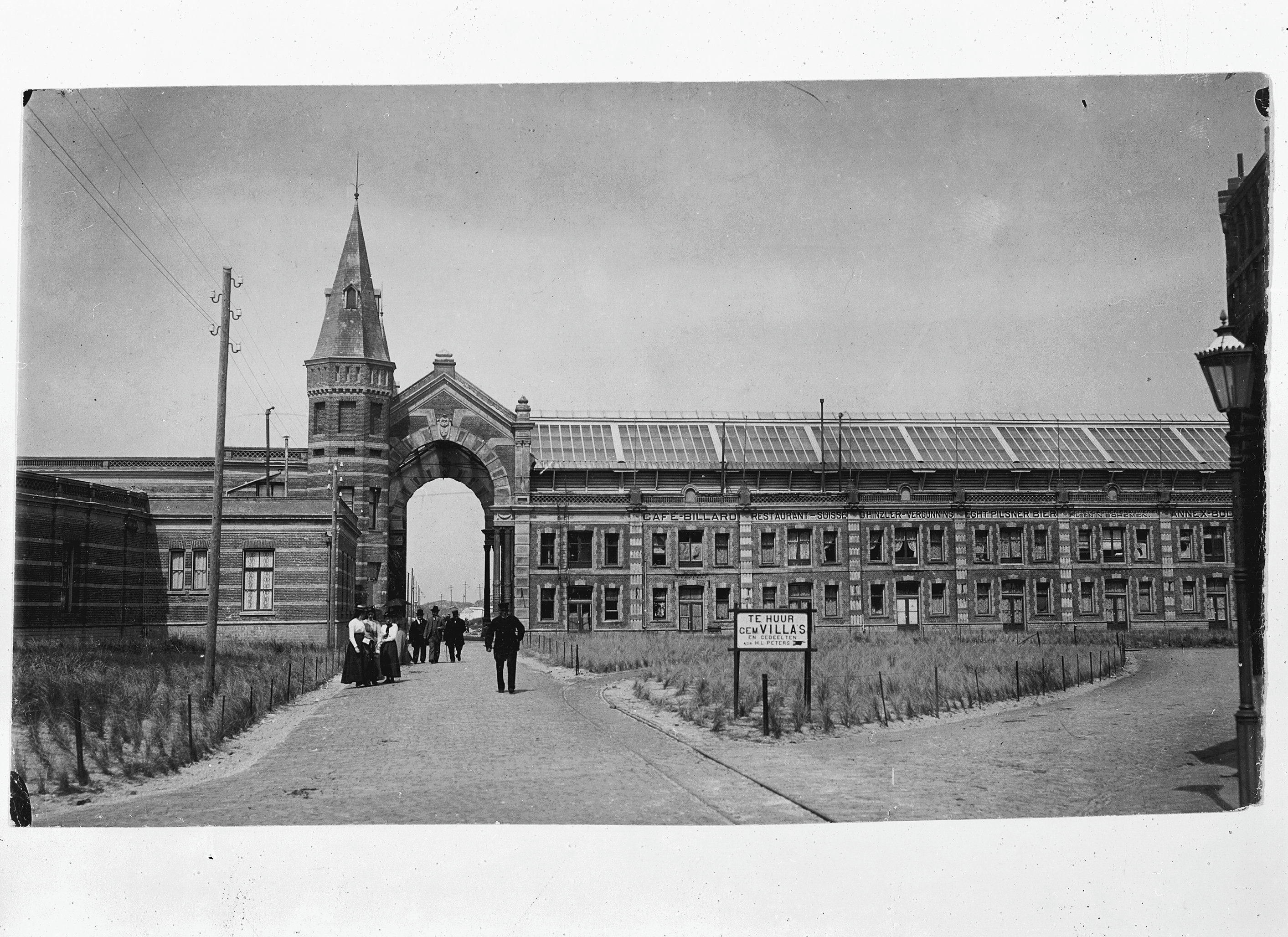
Achterzijde passage
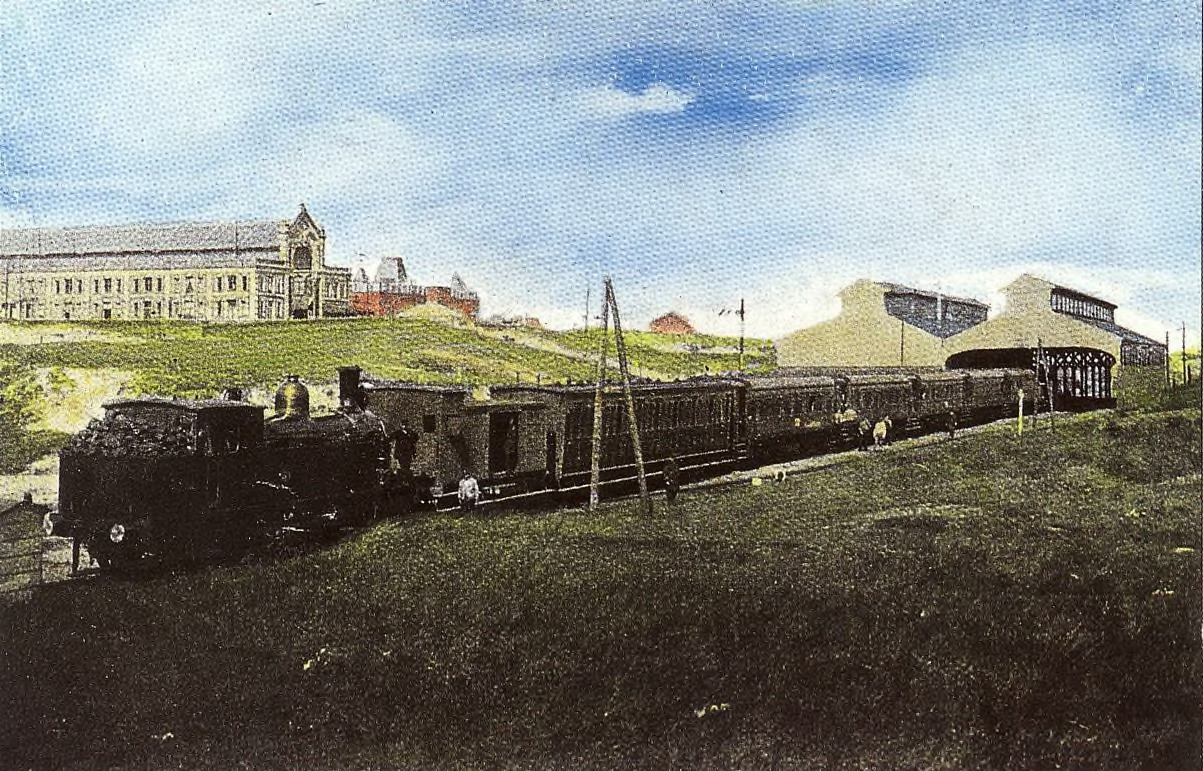
Eerste station  1881 met boven Passage
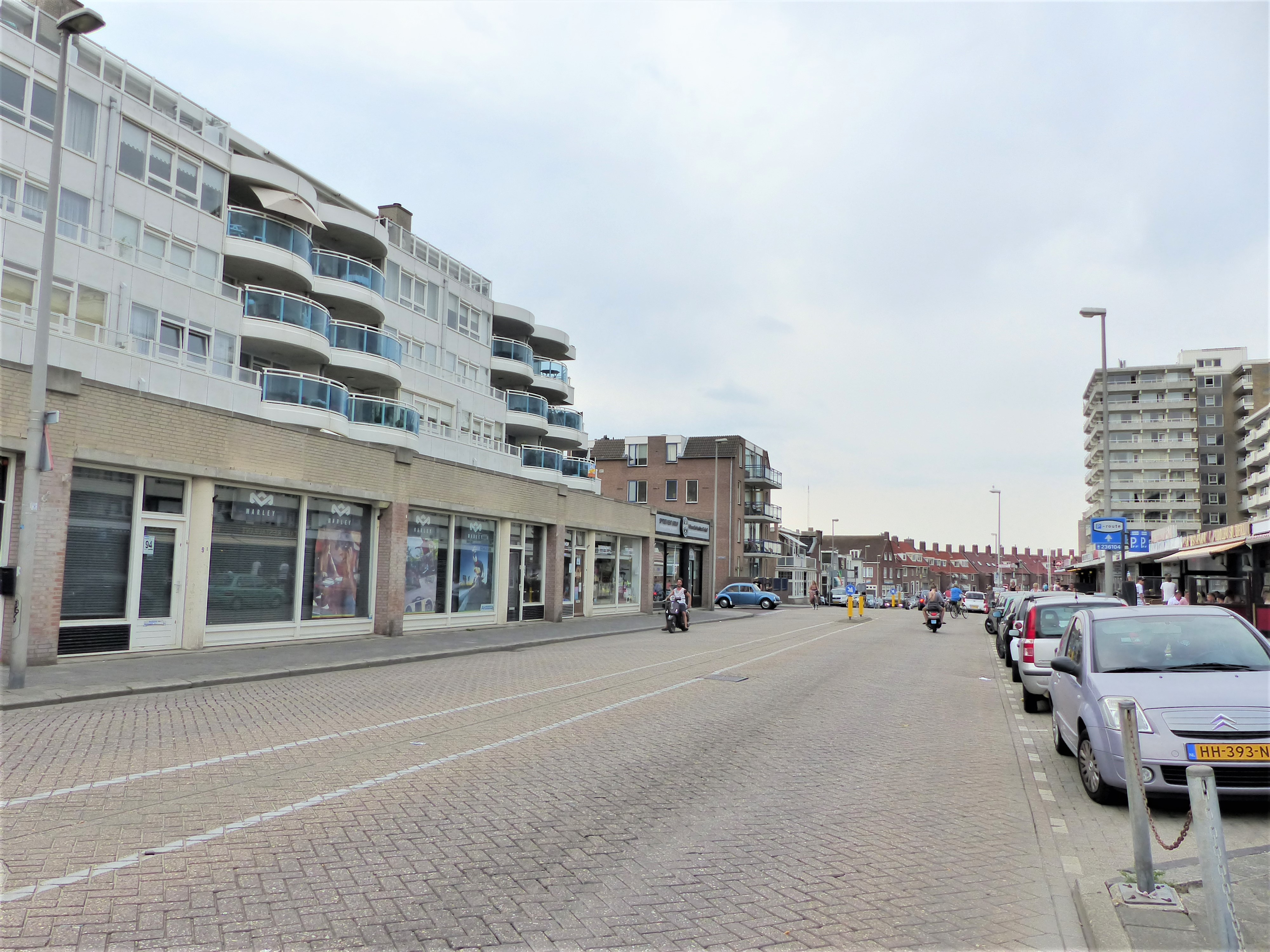
Passage in 2018